# Ischnocolinae
De Ischnocolinae zijn een onderfamilie van de vogelspinnen (Theraphosidae) die twaalf geslachten telt.

## Taxonomie
- Geslacht Catumiri Guadanucci, 2004
- Geslacht Chaetopelma Ausserer, 1871
- Geslacht Cratorrhagus Simon, 1891
- Geslacht Hemiercus Simon, 1903
- Geslacht Heterothele Karsch, 1879
- Geslacht Holothele Karsch, 1879
- Geslacht Ischnocolus Ausserer, 1871
- Geslacht Nesiergus Simon, 1903
- Geslacht Oligoxystre Vellard, 1924
- Geslacht Plesiophrictus Pocock, 1899
- Geslacht Pseudoligoxystre Vol, 2001
- Geslacht Reichlingia Rudloff, 2011[1]
- Geslacht Sickius Soares & Camargo, 1948